# Chitchanok Pulsabsakul

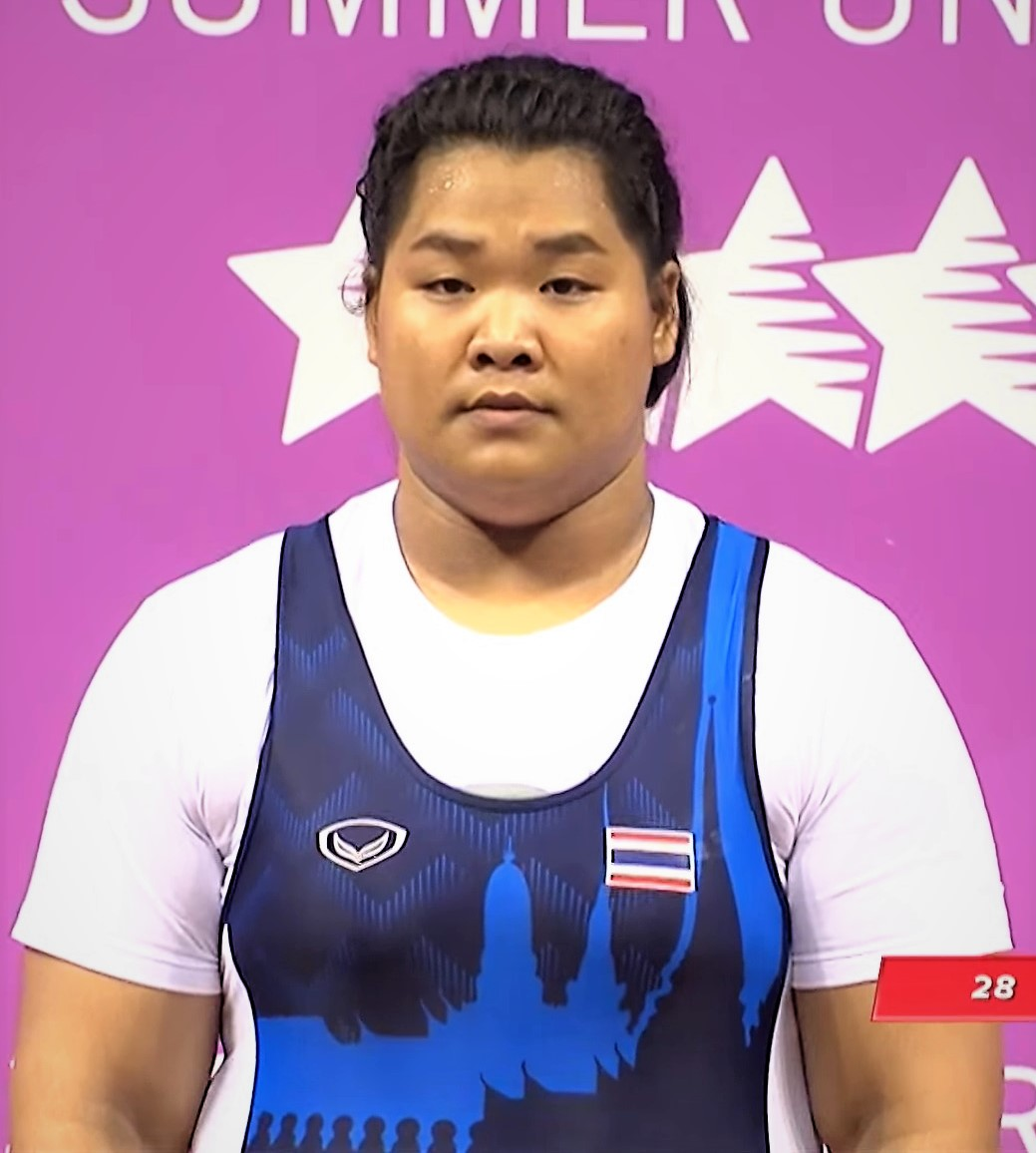
Chitchanok Pulsabsakul, 2017

Chitchanok Pulsabsakul (thailändisch ชิดชนก พูลทรัพย์สกุล, RTGS Chitchanok Phunsapsakun; * 4. November 1993) ist eine thailändische Gewichtheberin.

## Karriere
Chitchanok gewann bei den Olympischen Jugend-Spielen 2010 Silber in der Klasse über 63 kg. Bei den Asienspielen im selben Jahr erreichte sie in der Klasse über 75 kg den fünften Platz. 2011 nahm sie an den Junioren-Weltmeisterschaften teil. Bei der Dopingkontrolle wurde sie allerdings positiv auf Metandienon getestet und für zwei Jahre gesperrt. Nach ihrer Sperre gewann sie 2013 bei der Universiade Silber und bei den Weltmeisterschaften Bronze. 2014 wurde sie sowohl bei den Asienspielen als auch bei den Weltmeisterschaften Dritte und auch bei den Asienmeisterschaften 2015 gewann sie die Bronzemedaille.